# لايمان (شكل أرضي)

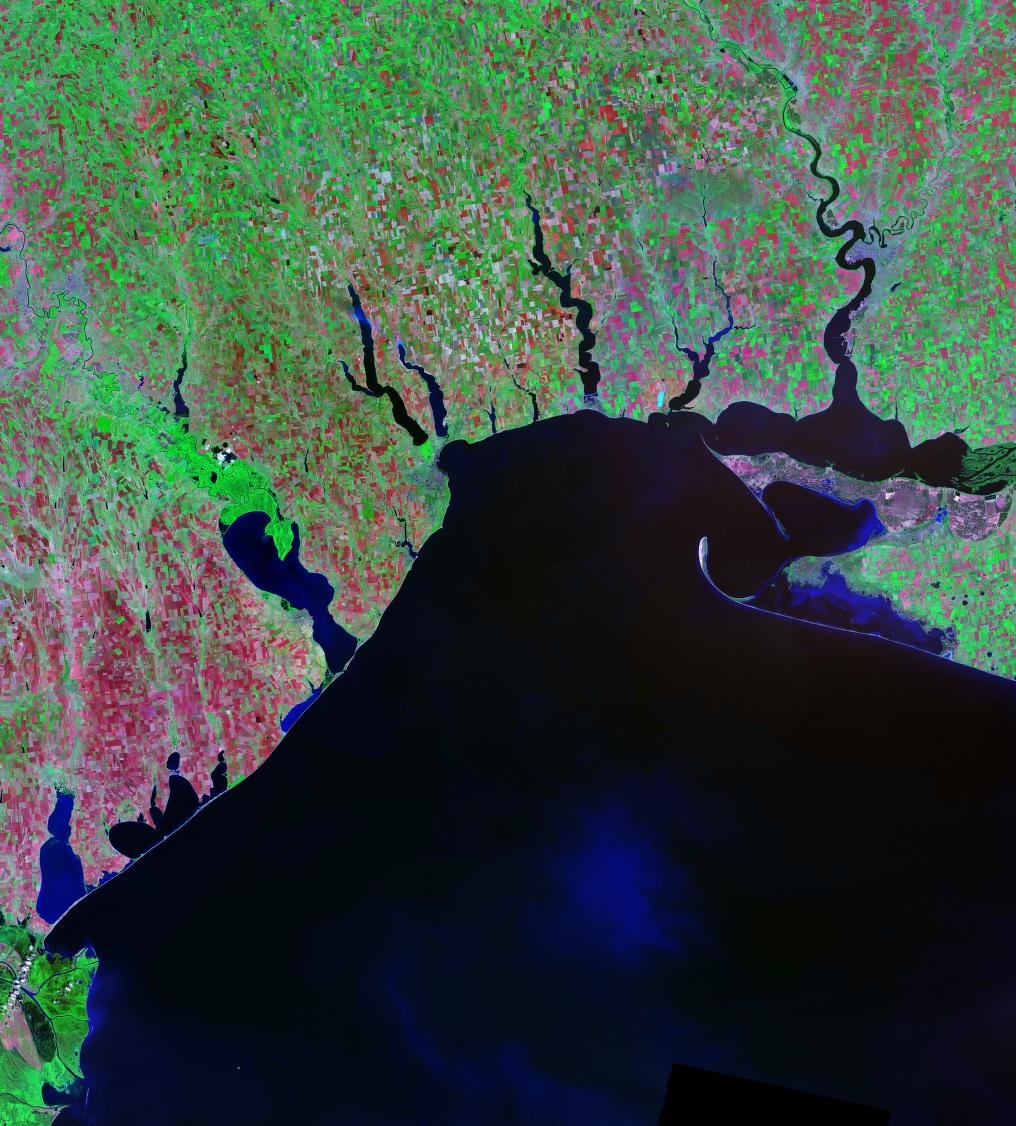
صورة القمر الصناعي لاندسات لمصب كبير على طول ساحل البحر الأسود

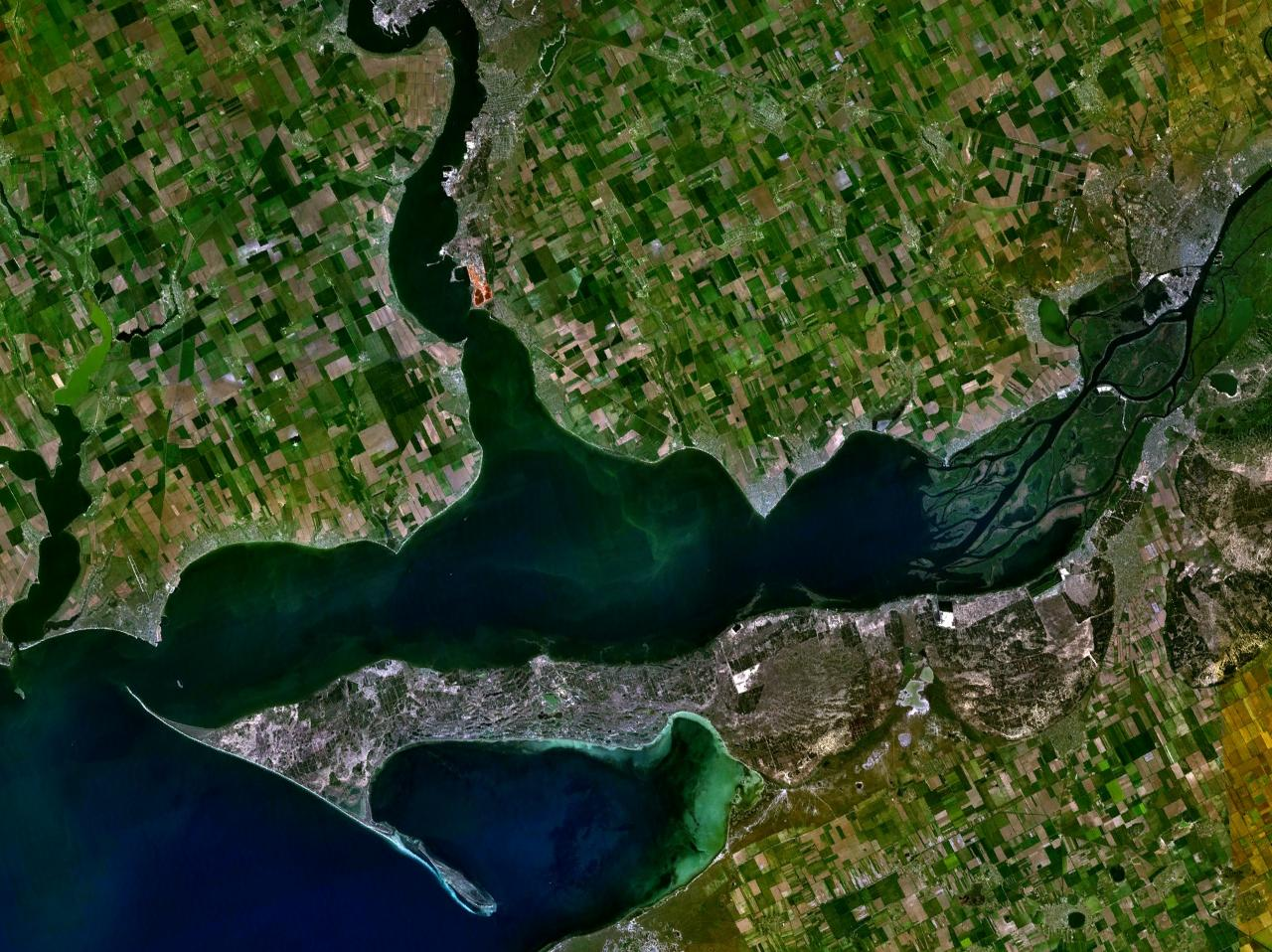
مصب كبير يشكل نهر دنيبر ومصبات نهر بوغ الجنوبي

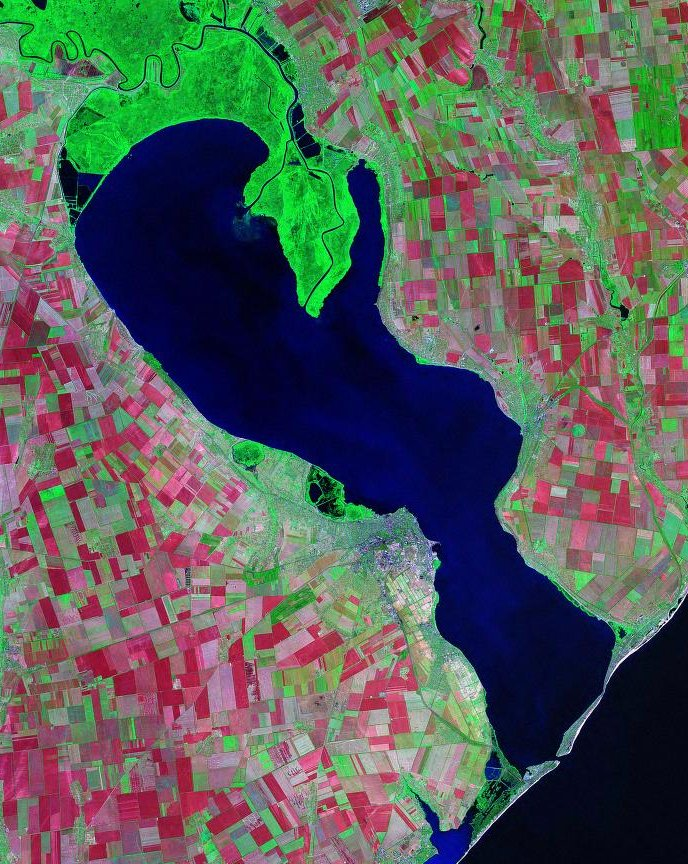
دنيستر ليمان يشكل مصب نهر دنيستر

لايمان، بالبلغارية والأوكرانية (лиман)، بالروسية (лиман) والرومانية (liman)، هو مصب واسع يأخذ شكل بحيرة شاطئية عند مصب نهر واحد أو عدة أنهار، حيث يكون التدفق مقيدا بضحضاح من الرواسب، كما هو الحال في مصب دنيستر أو بحيرة رازيلم. هذه «اللايمان» يمكن أن يكون بحرياً (المياه الضحلة التي يتم إنشاؤها من خلال تيار بحر) أو زاحف (المياه الضحلة التي يتم إنشاؤها من خلال التدفق البطيء أو المنعطف لنهر مشبع بالرواسب). ويصف هذا المصطلح العديد من المصبات الرطبة في البحر الأسود وبحر آزوف، ويستخدم مصطلح جوبا (بالروسية: губа) في المصادر الروسية لمصبات الأنهار في الشواطئ الروسية في الشمال.
المياه في «لايمان» قليلة الملوحة وذات ملوحة متغيرة: خلال فترات انخفاض استهلاك المياه العذبة، تكون الأمثلة من مصبت الأنهار الواسعة شديدة الملوحة من تدفق مياه البحر والتبخر.
توجد مثل هذه الميزات في أماكن ذات نطاق منخفض من المد والجزر، على سبيل المثال: على طول الساحل الغربي والشمالي للبحر الأسود، وفي بحر البلطيق (بحيرة فيستولا الشاطئية، بحيرة قورش)، وأيضا على طول المنطقة المنخفة من نهر الدانوب. من أمثلة اللايمان: بحيرة فارنا في بلغاريا، وبحيرة رازيلم في رومانيا، ومصب دنيستر في أوكرانيا، وأناديرسكي لايمان وأمور لايمان في صربيا.

## أصل التسمية
يستعير الإنجليز الكلمة من أصلها باللغة الروسية: лима́н ، المأخوذة من اللايمان التركي المنتشر من قِبَل الأتراك عندما احتلوا الشاطئ الغربي والشمالي للبحر الأسود. نشأ لايمان في اليونانية في العصور الوسطى λιμένας، (بمعنى خليج أو ميناء). وغالبا ما يكون مصطلح المرفأ مرادفا.